# Torneo de Bad Homburg
El Torneo de Bad Homburg, por patrocinios Bad Homburg Open presented by Engel & Volkers,  es un torneo profesional tenis femenino jugado en césped en Bad Homburg, Alemania. El evento está afiliado a la WTA, en la categoría WTA 500.
La jugadora que más ha ganado es Kiki Bertens con 2 títulos consecutivos.
En 2024, dejó de ser un torneo WTA 250 para convirtiéndose en un torneo WTA 500.

## Campeonas

### Individual
| En Núremberg   |                                                |                                                |                                                |                                                |                                                |
| 2013           | Simona Halep                                   | Andrea Petković                                | 6-3, 6-3                                       |                                                |                                                |
| 2014           | Eugénie Bouchard                               | Karolína Plíšková                              | 6-2, 4-6, 6-3                                  |                                                |                                                |
| 2015           | Karin Knapp                                    | Roberta Vinci                                  | 7-6(5), 4-6, 6-1                               |                                                |                                                |
| 2016           | Kiki Bertens                                   | Mariana Duque                                  | 6-2, 6-2                                       |                                                |                                                |
| 2017           | Kiki Bertens                                   | Barbora Krejčíková                             | 6-2, 6-1                                       |                                                |                                                |
| 2018           | Johanna Larsson                                | Alison Riske                                   | 7-6(4), 6-4                                    |                                                |                                                |
| 2019           | Yulia Putintseva                               | Tamara Zidanšek                                | 4-6, 6-4, 6-2                                  |                                                |                                                |
| 2020           | No disputado debido a la Pandemia de COVID-19. | No disputado debido a la Pandemia de COVID-19. | No disputado debido a la Pandemia de COVID-19. | No disputado debido a la Pandemia de COVID-19. | No disputado debido a la Pandemia de COVID-19. |
| En Bad Homburg |                                                |                                                |                                                |                                                |                                                |
| 2021           | Angelique Kerber                               | Kateřina Siniaková                             | 6-3, 6-2                                       |                                                |                                                |
| 2022           | Caroline Garcia                                | Bianca Andreescu                               | 6-7(5), 6-4, 6-4                               |                                                |                                                |
| 2023           | Kateřina Siniaková                             | Lucia Bronzetti                                | 6-2, 7-6(5)                                    |                                                |                                                |
| 2023           | Kateřina Siniaková                             | Lucia Bronzetti                                | 6-2, 7-6(5)                                    |                                                |                                                |
| 2024           | Diana Shnaider                                 | Donna Vekić                                    | 6-3, 2-6, 6-3                                  |                                                |                                                |
| 2025           | Jessica Pegula                                 | Iga Świątek                                    | 6-4, 7-5                                       |                                                |                                                |

### Dobles
| En Núremberg   |                                                |                                                |                                                |                                                |                                                |
| 2013           | Ioana Raluca Olaru Valeria Solovyeva           | Anna-Lena Grönefeld Květa Peschke              | 2-6, 7-6(3), [11-9]                            |                                                |                                                |
| 2014           | Michaëlla Krajicek Karolína Plíšková           | Ioana Raluca Olaru Shahar Peer                 | 6-0, 4-6, [10-6]                               |                                                |                                                |
| 2015           | Hao-Ching Chan Anabel Medina                   | Lara Arruabarrena Ioana Raluca Olaru           | 6-4, 7-6(5)                                    |                                                |                                                |
| 2016           | Kiki Bertens Johanna Larsson                   | Shuko Aoyama Renata Voráčová                   | 6-3, 6-4                                       |                                                |                                                |
| 2017           | Nicole Melichar Anna Smith                     | Kirsten Flipkens Johanna Larsson               | 3-6, 6-3, [11-9]                               |                                                |                                                |
| 2018           | Demi Schuurs Katarina Srebotnik                | Kirsten Flipkens Johanna Larsson               | 3-6, 6-3, [10-7]                               |                                                |                                                |
| 2019           | Gabriela Dabrowski Xu Yifan                    | Sharon Fichman Nicole Melichar                 | 4-6, 7-6(5), [10-5]                            |                                                |                                                |
| 2020           | No disputado debido a la Pandemia de COVID-19. | No disputado debido a la Pandemia de COVID-19. | No disputado debido a la Pandemia de COVID-19. | No disputado debido a la Pandemia de COVID-19. | No disputado debido a la Pandemia de COVID-19. |
| En Bad Homburg |                                                |                                                |                                                |                                                |                                                |
| 2021           | Darija Jurak Andreja Klepač                    | Nadiia Kichenok Ioana Raluca Olaru             | 6-3, 6-1                                       |                                                |                                                |
| 2022           | Eri Hozumi Makoto Ninomiya                     | Alicja Rosolska Erin Routliffe                 | 6-4, 6-7(5), [10-5]                            |                                                |                                                |
| 2023           | Ingrid Gamarra Martins Lidziya Marozava        | Eri Hozumi Monica Niculescu                    | 6-0, 7-6(3)                                    |                                                |                                                |
| 2024           | Nicole Melichar Ellen Perez                    | Hao-ching Chan Veronika Kudermetova            | 4-6, 6-3, [10-8]                               |                                                |                                                |